# ガラティア

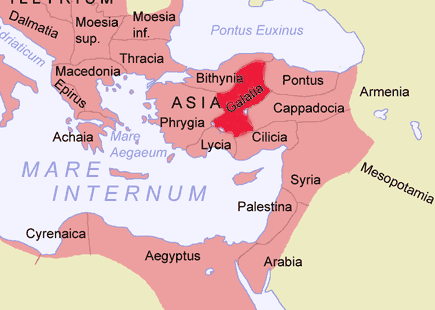
ガラティアの位置（ローマ属州時代）

ガラティアまたはガラテヤ（古代ギリシア語: Γαλατία, ラテン語: Galatia）は、アナトリア（現代のトルコ共和国）中央部を指す古代の地方名および王国名。
現在では新約聖書の『ガラテヤの信徒への手紙』で知られる。アンキュラ（現在トルコの首都アンカラ）を首都とし、北はビティニアとパフラゴニア 、東はポントゥス、南はリュカオニアとカッパドキア、西はフリュギアに接する。フリュギア東部とともに、ヨーロッパから侵入したガリア人（ガラティア人）に支配され、ガラティアの名もガリア人にちなむ。彼らは紀元前3世紀に支配者になった。

## ガラティア王国
このガリア人たちは、当時トラキア・マケドニア・ギリシアに侵入した人々の一部である。このグループは紀元前279年、トラキアに移住し、彼らはさらに紀元前278年から翌年にかけアナトリアに現れた。これはビティニアの王位争いに引き入れられたものであるが、その後も彼らは勇猛な戦士として尊重され、ペルガモン王国などアナトリア諸国をめぐる戦いに傭兵あるいは同盟軍としてしばしば参加する。
彼らは約1万人の戦士、およびその家族などからなり、3部族に分かれていた。マケドニア・ギリシアに侵入したグループはまもなく撃退されたが、アナトリア中央部に移住したガリア人は、もとのフリュギアの東部に定住し王国を建て、ここがガラティアと呼ばれることになった。
紀元前2世紀初めには、セレウコス朝のアンティオコス3世に同盟するが、ローマ・シリア戦争でローマに敗れた（紀元前189年）。
これ以降軍事力が低下し、しばしばポントゥスに屈服するが、ポントゥス王ミトリダテス6世の時代に反抗し、ローマを支援して解放される。紀元前64年にローマの同盟国（属国）となり、旧王国は解体されて3人の部族長が支配した。しかしまもなくその中の1人デイオタルスが支配者となり、ローマからも王として認められた。

## ガラティア属州
その3代目の王アミンタスはフリュギアなどに領土を拡張したが、彼の死（紀元前25年）により王国はローマに遺贈されて「ガラティア属州」となった。これには本来のガラティアのほか、元のフリュギアの一部も含まれる。ガラティア人はローマに対して非常に従順で、ガリア・ローマ両文化が融合した文化（ヨーロッパのガロ・ローマ文化に類する）が栄えた。
パウロは1世紀半ばにガラティア（ガラテヤ）の地にキリスト教伝道を行った。第2次伝道で彼らは、ゼウス・ヘルメースというギリシアの神の化身として讃えられたという（使徒行伝）。彼による『ガラテヤの信徒への手紙』の宛て先は、本来のガラティア（北部）でなく、もとフリュギアだった南部地方とする説もある。
ガラティア語はヒエロニムスの時代（387年頃）にも話されており、彼は「アンキュラとトリーア（現在ドイツ）で同じケルト語が使われている」と書いている。
ガラティア人がその後どうなったかはよくわからないが、ギリシア語、後にはトルコ語を話す人々に同化したと思われる。
言語学者の泉井久之助は、ガラティア人とは古いケルト語で「勇者、戦士」を意味するとしている。